# Château de Montintin
Le château de Montintin, à Château-Chervix, est durant la Seconde Guerre mondiale, un des home d'enfants en Haute-Vienne, géré par l'Œuvre de secours aux enfants (OSE), qui devient un refuge pour de nombreux enfants juifs pourchassés. Propriété de Jean-Louis de Neuville, cette demeure a accueilli près de 300 enfants juifs de 11 à 17 ans entre 1940 à 1944. 

## Historique
Le château de Montintin, au sud de Limoges, a été dirigé entre novembre 1942 et janvier 1944 par le docteur Raymond Lévy. 
Les enfants, ce sont de jeunes juifs majoritairement d’origine allemande, autrichienne ou polonaise, persécutés et pourchassés par le régime nazi, qui trouvèrent refuge en Haute-Vienne, avant d’être la cible des descentes de la gendarmerie, de la Milice française et de la Gestapo.
L'OSE décide de fermer le château en janvier 1944 et en deux jours le docteur Lévy réussit à disperser une centaine de garçons : les plus âgés gagnent le maquis, d'autres sont pris en charge par une filière qui les dirige vers la Suisse, la plupart sont placés dans des familles de la région, dont la famille de Jacqueline Bayle, employée du château ayant participé à la sauvegarde des enfants : « Il fallait faire attention et ne pas trop parler. J'en ai renvoyé beaucoup sur les roses. J'ai eu peur plus d'une fois, mais il ne fallait pas le faire voir » précise-t-elle. Elle a reçu la médaille de Juste parmi les nations et la légion d'honneur pour ses actions. 
Le château de Montintin a rouvert ses portes en 1945 pour accueillir les enfants en instance de départ pour Eretz Israel (Aliat ha-Noar) et il sera définitivement fermé en 1948.

### Filmographie
- Jacqueline et les enfants de Montintin, docu-slamé réalisé par Fabrice Garcia-Carpintero, création des collégiens de Saint-Germain-les-Belles en hommage à Jacqueline Bayle, employée du château ayant sauvé des centaines d'enfants juifs[5].